# 钥匙刺激
在本能理论中，典型行為模式（或称固定行為模式、钥匙刺激）（英語：fixed action patterns）是指物種出於遺傳或本能而表現出來的一种行為。这一概念由動物行為學家勞倫茲和廷伯根于20世紀50年代提出。
钥匙刺激是一种刺激模式（即一种特定的刺激或是几种特征的组合）。当这种刺激被感知到后，生物体就会进行本能运动以应答。
这是一种典型的刻板行為。一個物種的所有成員（至少是同一性別的所有成員）都會有类似的表現。它由簡單而特定的外部刺激引起，一旦被引發，其形式不依賴外部刺激，發展也不依賴學習經驗。通常它只能完成一些简单的任務，但有時也包含極其複雜的過程。
典型的例子如蜘蛛結網或青蛙捕捉飛蟲。以青蛙捕捉飞虫为例，在眼前彈舌可及的距離之內，一只飛蟲的視覺刺激引導舌頭迅速彈出和縮回，这就是一次典型行为模式引导下的动作。該動作在時間和方向上相當刻板：若飛蟲飛的足夠快，青蛙就捉不到它。
通常类似青蛙捉虫的刺激也被称作诱发者（德語：Auslöser）。它来自于另一位社会成员并且会对社会行为产生影响。它也被称为信号刺激或知觉信号。行为学的代表人物将刺激过滤称之为先天诱发机制（AAM）。刺激过滤的作用是将相关的的信息从不相关的信息里提取出来（即是对钥匙刺激的识别），并且触发种属特异的本能运动。

## 钥匙刺激和先天诱发机制（AAM）
在1900年提出的行为学认为，行为只是一条反射链。“钥匙刺激”和格式塔心理学（也译为完形心理学或形态心理学）中提到的“格式塔”（德语：Gestalt。意为形态，形状）的概念最初是作为对该解释的补充，它们的意思是：对能诱发行为的环境的感知。本能理论的代表人物对刺激-反应-概念这一过程中补充了钥匙刺激，先天诱发机制（AAM）和内在的动机三个组件。
“钥匙刺激”中，具诱发作用的特征就像一把钥匙。它的齿能正好与锁咬合并将之打开。在本能理论里面，这把锁就是先天诱发机制（AAM）。
个体也可以在某个生长阶段通过铭印习得钥匙刺激。

## 钥匙刺激的特征和作用
钥匙刺激在行为学文献里通常会被这样描述：
- 它很简单，就是说它由很少的特征所组成；
- 它很能引起注意；
- 它非常清晰明确。

另一种表述：引起行为的刺激具有象征的特点, 它是抽象的；“雌性”并不会被当作交尾行为的诱发者，真正的钥匙刺激是种属特异的颜色，气味还有求偶歌。
这个例子同时也说明了，隶属于某种钥匙刺激并紧随其后的行为能被多种方式所激发。特别是：
- 视觉上的：如通过一系列的运动；
- 化学上的：如通过外激素；
- 声学上的：如通过特定的警告叫鸣；
- 触觉上的：如通过在巢里放置“婚礼礼物”。

一个钥匙刺激总能引起一个特定的反应。
- 母山鸟归巢造成的震动能够使得巢内不具有视觉的幼鸟开喙待哺。张开的喙上的颜色和图案又会反过来刺激母山鸟分食。

- 一个近距离飞过的小物体会引起青蛙迅速定向地伸出粘性的舌头。

钥匙刺激可以进一步根据其作用细分：
- 它具激发动机作用，它会影响到动机；

- 它是定向的，触发趋性,即是针对某特定的物体或一社会成员；

- 它是诱发性的，之后会直接出现终极行动。

## 如何识别一种钥匙刺激？
人们可以通过仿制品试验，以确定与某种本能运动相对应的钥匙刺激。
- 在乌鸫的例子里，试验中会制作一只分食哺食装置。若果幼鸟已经有视觉的话，不但母鸟，就是这个装置也能引起它们张喙。在试验中逐步用越来越简单的装置模型取代上一个。每次都会记录幼鸟的反应强度，如：幼鸟在看到仿制品后多快、多频繁地张喙？试验最终会得出一个模型，它和试验开始的时候放置的模型毫无相似之处，但仍可以引起幼鸟张喙，效果如活鸟无异。在试验中还放置过一个“抽象的”仿制品，它由两只层叠粘结的蟑螂组成,上面的（作为“头”）要比下面的蟑螂小（作为“身体”）。这样在实验者的眼里，这样简略的仿制装置都算作钥匙刺激。

- 类似的，人们也可以解释蝴蝶的行为，它们就算相隔很远都能找到自己的伴侣。外激素的浓度梯度是这一切的前提。外激素能激发一种特定的本能行为（追求雌性），一个外激素分子就能代表雌性正在某处等待着。但是在行为生态学里面却不大愿意提到钥匙刺激这个概念。

- 一只哺养幼鼠的家鼠母亲会把迷途的幼鼠带回巢穴。早期很多行为学家认为叫声音量是这种行为的钥匙刺激。但后来（Wellmann 1989年）证实，即使是幼鼠的尸体也会被带回巢穴。更精密的研究表明，将声量信号作为钥匙刺激是错误的。但目前仍不能肯定，人们是否应将气味视作为最重要的因素。

## 对钥匙刺激的争议
行为学家和神经生理学家多次证实了环境的生物“先天认知”的存在。但不大确定的是，环境刺激要如何才能触发AAM引起应答。还有，这些钥匙刺激，AAM，行动特异性能量和本能运动只能针对那些能外在的刺激和观察者能探测得到的反应，而那些纯内在的反应则一直被拒之门外。而且还不时传出“寻找到错误钥匙刺激”的新闻。
在行为学教科书里面，钥匙刺激会通过其功能被定义，就是：钥匙刺激能刺激释放本来为AAM所压制的行动特异性能量并引发本能运动。同时经常又反过来用AAM（就是表现出应激行为）作为钥匙刺激存在的证据。这是一个循环论证。
对这些下定义的困难、对钥匙刺激的特征描述的不确定以及行动特异性能量的生理学解释的欠缺，沃尔夫冈·维克勒在1990年和汉娜-玛丽亚·齐普流斯在1992年都描述过，并且提出要放弃经典比较行为研究里的本能模型。而 克劳斯·依么曼早在1987年在他的《Funkkolleg》（读者群主要为教师），就已经不将钥匙刺激纳入词汇检索中。
但其他行为学家因为教学原因仍然会讲解钥匙刺激这一概念，即使很多本能理论的代表人物也不再将钥匙刺激视作普遍使用的概念。

## 请参见
- 反映链
- 择偶
- 格式塔心理学
- 刺激过滤